# Santa Paula, Kalifornien
Santa Paula är en stad (city) i Ventura County, i delstaten Kalifornien, USA. Enligt United States Census Bureau har staden en folkmängd på 29 624 invånare (2011) och en landarea på 11,9 km².